# Baby Beach
Baby Beach (officieel: Klein Lagoen) is een strand op Aruba. Het strand is in het uiterste zuidoostpunt van het eiland gelegen, grenzend aan Sero Colorado en vlak bij San Nicolas. Baby Beach is een van de toeristische trekpleisters van het eiland. 
Baby Beach ligt aan een kleine, ondiepe lagune, die door een natuurlijke rif afgescheiden is van de Sint-Nicolaasbaai. De naam Baby Beach is verzonnen omdat het hier uitermate voor kinderen geschikt is. Het strand loopt namelijk nauwelijks af en is na 20 meter van de kustlijn nog steeds 1 meter diep. Het water is hier helder en lichtblauw, wat het gelijk een populaire snorkelplek maakt.
Arashi Beach · Baby Beach · Daimari Beach · Eagle Beach · Flamingo Beach* · Iguana Beach* · Mangel Halto · Palm Beach · Palmeiland* · Rodgers Beach

* privéstranden